# 二天流
- 二天一流の事。（二天一流の項を参照）
- 二天流（にてんりゅう）は豊前小倉藩に伝承されていた系統の二天一流。肥後を中心に伝わった二天一流とは内容が異なる。以下詳説する。

## 概要
初代を宮本武蔵とする流派であるが、二刀剣術のみでなく一刀の剣術を伝えている。この一刀の剣術を伝えている点は、肥後熊本藩で伝承された山東派二天一流も同じであるが、豊前小倉藩で伝承された二天流とは内容が違う。その他の特徴としては、防具をつけて袋竹刀で型を打つ点がある。
中年期の武蔵の技術を伝える流派であり、数々の決闘を行っていた当時をうかがわせる素早い剣風を持つ。型は表裏合わせて20本ほどある。藩校の思永館や育徳館でも教えられた。

## 歴史
宮本武蔵によって開かれた流派である。武蔵は若い頃から親戚の小原信利の墓がある豊前国田川郡幸崎村（現在の福岡県田川郡福智町神崎の常立寺付近）をたびたび訪れ、そこで道場を開き藩士らに剣術を指導した。また、細川家が豊前、豊後に移封されてからは、父の新免無二も松井佐渡守（のちの松井興長）の武芸指南として豊後木付藩にとどまっていた。その後武蔵は細川家の剣術指南を務めていた佐々木小次郎と巌流島で決闘を行う事となる。
その後、養子の宮本伊織が仕官していた小笠原家が小倉藩に移封されたことで武蔵は再び小倉を訪れる事となる。武蔵は細川家の招きに応じて熊本に向かうまでの8年間を小倉で過ごし、その間に島原の乱に参加した事で実戦経験を積み重ねたり、自己の兵法を「兵法書付」にまとめるなど、兵法の探求を続けた。こうした中で、小倉の地に根付いていったのが二天流である。
第8代の秋満紫光が「伝承者に伊織という名前の人間がいた」と語ったため宮本伊織の伝といわれることが多いが、伊織名の継承者は宮本伊織ではなく5代目の松井伊織である。なお、｢小倉藩文武学制沿革誌｣によると2代は青木常次左衛門、3代吉岡右近将監、4代松井佐渡守、5代松井伊織、6代竹村岩次郎、7代上村貫次郎となっている。
6代竹村岩次郎は二天流以外に方円流や柳剛流も修めており、武蔵流剣術と共に自身が創始した方円流拳法を藩士に指導している。第2次長州征伐で小倉藩は小笠原家が治める播磨安志藩と共に幕府軍の西国の先鋒として戦うことになった時、竹村は安志藩主・小笠原貞孚を迎えるために鞆の浦に向かい、敵が待つ瀬戸内海を護衛して小倉まで無事送り届けた。この功績により書院番格となった。後に育徳館の剣術師範を務めている。
7代上村貫次郎は幼い頃から二天流剣術の修行に励み、慶応3年（1867年）に藩命で諸国を巡って他流試合を行い、明治4年（1872年）に帰藩した。帰藩後は竹村の高弟として免許皆伝を得たのち、25歳で師の跡を継いで育徳館の剣術教導師となった。その後は小学校教諭を務めるかたわら、後に国会議員となる征矢野半弥らとともに自由民権思想の普及活動を行った。明治16年（1884年）には竹村と共に上京。東京では天覧試合に出場したほか山岡鉄舟や三浦梧楼らの知遇を得て、皇居にある済寧館や麹町陸軍憲兵屯署の師範として皇居警察や憲兵隊に剣術を指導した。
8代秋満紫光の弟子には落語家の5代目柳家小さんなどがいる。現在、東京などに伝承者が存在する。